# Financial Planning Standards Board
Als Financial Planning Standards Board (FPSB) bezeichnen sich in mehreren Ländern Interessenverbände der professionell tätigen privaten Finanzplaner. Sie treten als Non-Profit-Organisation auf und verleihen ihren Mitgliedern das Zertifikat Certified Financial Planner (CFP).
Jedes nationale FPSB ist Mitglied der internationalen Dachorganisation Financial Planning Standards Board Ltd. mit Sitz in Denver, USA.

## Verbreitung
Im Jahr 2013 existierten in sieben Nationen Organisationen, die die Bezeichnung FPSP führen: China, Indien, Indonesien, Irland, Niederlande, Korea und Deutschland.
Daneben existieren in 18 weiteren Ländern Organisationen, die das CFP-Zertifikat vergeben und Mitgliederorganisationen des FPSB Ltd. sind, aber nicht die konkrete Bezeichnung FPSB führen, so z. B. die Financial Planning Association of Australia (FPA), Österreichischer Verband Financial Planners, Association Francaise des Conseils en Gestion de Patrimoine Certifies (CGPC) oder das Certified Financial Planner Board of Standards, Inc. (CFP Board USA).

## Aufgaben
Das jeweilige nationale FPSB nutzt als exklusiver Lizenznehmer des FPSB Ltd. das Zertifikat CFP und überwacht dessen korrekte Vergabe und Führung. Zu diesem Zweck akkreditiert es Ausbildungsprogramme staatlicher und privater Bildungsträger, so dass deren Absolventen nach erfolgreichem Bestehen der vom FPSB selbst abgenommenen Zertifikatsprüfung auf Antrag zu CFP zertifiziert werden können. Am 31. Dezember 2016 waren weltweit ca. 170.000 Personen als CFP zertifiziert.
Jedes FPSB stellt für seine Mitglieder Standesregeln auf, die das Berufsbild eines privaten Finanzplaners definieren und zur Einhaltung von Ethikregeln verpflichten. In den letzten Jahren wurden diese Regeln international zunehmend vereinheitlicht. Zu deren Durchsetzung betreibt der FPSB ein Ehrengericht, das bei Verstößen gegen die Standesregeln disziplinarische Maßnahmen gegen ein Mitglied ergreifen kann.
Durch Öffentlichkeitsarbeit und die Zertifizierung von CFP strebt der FPSB danach, die Bekanntheit des Berufsbildes eines privaten Finanzplaners zu erhöhen und die Öffentlichkeit für die Bedeutung einer privaten Finanzplanung zu sensibilisieren.

## FPSB Deutschland
Der FPSB Deutschland e. V. ist ein eingetragener Verein mit Sitz in Frankfurt am Main und wird von einem sechsköpfigen ehrenamtlichen Vorstand unter dem Vorsitz des Hochschullehrers Rolf Tilmes geführt. Der Verein vergibt neben dem CFP auch das nur in Deutschland existierende Zertifikat „Certified Foundation- and Estate Planner“ (CFEP), das Spezialisten in der Planung von privaten Erbschafts- und Nachfolgeplanungen verliehen wird. Der FPSB Deutschland hat ca. 2.000 Mitglieder.
Am 3. Juni 2014 gab der FPSB den Zusammenschluss mit der European Financial Planning Association Deutschland e. V. (EFPA) bekannt, der rückwirkend zum 1. Januar 2014 vollzogen wird. EFPA vergibt das Zertifikat „European Financial Advisor“ (EFA), das europaweit 13.000 Träger innehaben, davon 333 in Deutschland.